# کورنلیا کلیر
کورنلیا کلیر (انگلیسی: Cornelia Klier؛ زادهٔ ۱۹ مارس ۱۹۵۷) قایقران روئینگ اهل آلمان شرقی بود.